# Химан и Хеб
Химан и Хеб је аутономна држава у централном делу Сомалије. Проглашена је 2008. године, а главни град је Ададо.